# Krzysztof Bas
Krzysztof Bas (ur. 1 czerwca 1964 w Świętochłowicach) – polski żużlowiec.

## Kariera sportowa
Sport żużlowy uprawiał w latach 1983–2003 w klubach Śląsk Świętochłowice (1983–1992, 1994–1996, 1998–2002), Wanda Kraków (1993, 1997) oraz KSM Krosno (2003). 
Finalista młodzieżowych drużynowych mistrzostw Polski (Tarnów 1983 – IV miejsce). Finalista młodzieżowych indywidualnych mistrzostw Polski (Lublin 1985 – XV miejsce). Dwukrotny finalista młodzieżowych mistrzostw Polski par klubowych (Tarnów 1983 – VI miejsce, Bydgoszcz 1985 – V miejsce). Finalista turnieju o "Brązowy Kask" (Ostrów Wielkopolski 1983 – II miejsce).
Po zakończeniu kariery dalej działał w Świętochłowicach jako trener speedrowera. Obecnie szkoli młodzież w jeździe na żużlu w klubie Śląsk Świętochłowice.